# Wageningenmetrobrug
De Wageningenmetrobrug (brug 1629) is een bouwkundig kunstwerk in Amsterdam-Zuidoost.
Het bouwwerk bestaande uit twee enkelsporige metroviaducten werd in de periode 1970-1975 aangelegd voor de Amsterdamse metrolijn 54, 
toen nog als onderdeel van de Oostlijn Geinlijn geheten en sinds 1997 ook voor metrolijn 50. Het ontwerp was afkomstig van Sier van Rhijn en Ben Spängberg van de Dienst de Publieke Werken, die alle kunstwerken etc. voor die lijn verzorgden. Aangezien de bebouwing van Amsterdam Zuidoost hier pas veel later zou arriveren, lagen de viaducten hier jaren als wit vlakken in het niemandsland. Eerst rond 1980 begon men het werk af te ronden en werd ook gebouwd aan het metrostation Gein, het station ligt deels op het viaduct. Van Rhijn en Spängberg gaven voor die lijn een totaalconcept af, kunstwerken en stations lijken uiterlijk dan ook op elkaar. De architecten wonnen er de betonprijs mee. Kenmerkend zijn de T-vormige brugpijlers en de balustrades bestaande uit schildachtige elementen.
Het kunstwerk is op de Maria Snelmetrobrug (brug 1630) na het laatste kunstwerk in de lijn.
Naamgever van brug 1629 is de onderliggende Wageningendreef (naamgegeven 25 juni 1975, maar dan voor de tekentafel) vernoemd naar de stad Wageningen. Ten noorden van het station zijn meerdere straten etc. vernoemd naar Gelderse plaatsen. De Wageningendreef is een van de verkeersaders, die toe- en afvoer moet verwerken van de aangesloten woonwijken, die als een soort erfjes verspreid liggen.
Op 15 januari 1983 brandde de helft van een metrostel van de Geinlijn door brandstichting volledig uit waarbij ook het houten dak op het viaduct vlam vatte en voor een deel werd verwoest en moest worden herbouwd.
De naam van het viaduct kwam pas weer veel later. Vanaf 2016 is de gemeente Amsterdam bezig kunstwerken een naam te geven om opgenomen te worden in de Basisadministratie Adressen en Gebouwen, zodat ze eenvoudiger terug te vinden zijn; een brugnummer is daarvoor niet voldoende. Op 21 november 2017 besloot de gemeenteraad de meeste kunstwerken in de metrolijnen te vernoemen, meestal naar de onderliggende weg.
Onder het viaduct is een halte van bus 47.

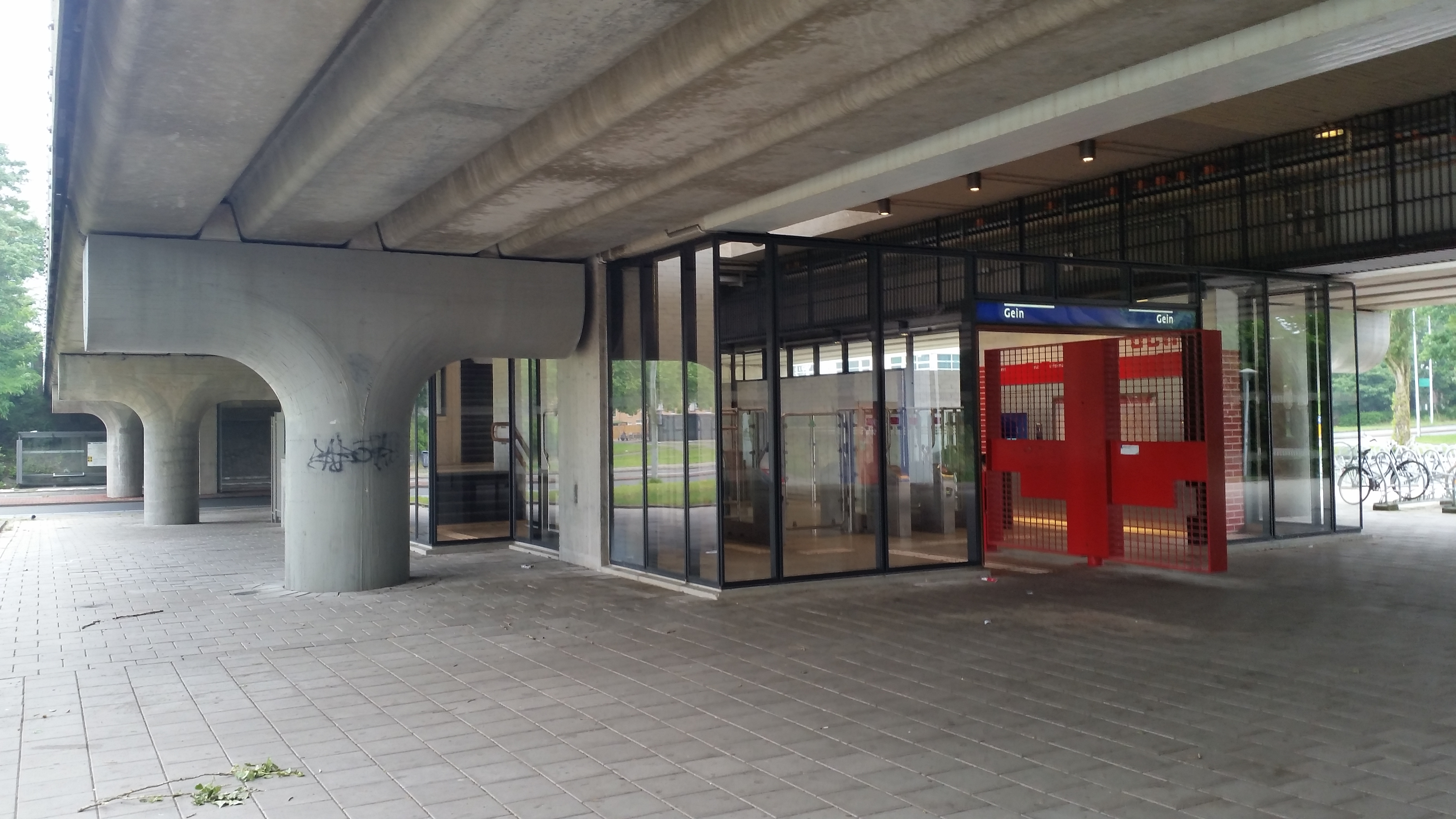
T-vormige brugpijler (juni 2020)

<<< · 1601 · 1602 · 1603 · 1604 · 1605 · 1606 · 1607 · 1608 · 1609 · 1610 · 1611 · 1612 · 1613 · 1614 · 1615 · 1616 · 1617 · 1618 · 1619 · 1620 · 1621 · 1622 · 1623 · 1624 · 1625 · 1626 · 1627 · 1629 · 1630 · 1633 · 1634 · 1635 · 1636 · 1637 · 1638 · 1639 ·  1640 · 1641 · 1642 · 1643 · 1644 ·  1645 · 1646 · 1647 · 1648 · 1649 · 1650 · 1651 · 1652 · 1653 · 1654 · 1655 · 1656 · 1657 · 1658 · 1659 · 1660 · 1661 · 1662 · 1663 · 1664 · 1695 · 1696 · 1697 · >>>
Brugnummers  1600, 1628, 1632, 1665-1694, 1698, 1699 zijn niet vergeven. Brug 1631 is in 2019 gesloopt.